# Mattel
Mattel é uma empresa estadunidense de brinquedos com sede em El Segundo, e é o maior fabricante do mundo. Os principais produtos são: carrinhos Hot Wheels e Matchbox, bonecas Barbie, Monster High e Polly, bonecos da WWE, Max Steel, jogos de tabuleiro e Ever After High
Uma personagem de sucesso da empresa são as bonecas Barbie, a mais famosa e vendida do mundo.
Até o início da década de 1980 produzia consolas de vídeo jogos.

## História
A Mattel nasceu em uma garagem na Califórnia, em 1945, e foi criada fruto do espírito empreendedor de Ruth Handler e o marido Elliot Handler, assim como do amigo do casal Harold "Matt" Matson. O nome Mattel é a junção de "Matt" + "El" de Elliot" = "Matt-el".
Em 1959, Ruth criou uma boneca tridimensional; prendeu acessórios – roupas, objetos, etc. –, dava espaço para as crianças desenvolverem a criatividade. Desta boneca, nasceu a Barbie, apelido de sua filha, Bárbara.
Depois, a "família" das bonecas aumentou, vieram Ken (1961 – o namorado da Barbie), Christie (1968 – a primeira boneca afro-americana), Theresa (1988 – a Barbie latina), Kira (1990 – a Barbie asiática), a amiga da Barbie, Smile Becky (1997) e muitas outras e outros.
Em 40 anos de existência, foram vendidas em torno de 1 bilhão de Barbies no mundo todo. Hoje, a empresa é um dos maiores fabricantes de brinquedos no mundo faturando em torno de 5 bilhões de dólares/ano. Somente a Barbie traz para os cofres da empresa 1,5 bilhão de dólares. A marca vale 2 bilhões de dólares. E, por fim, a empresa investe anualmente em programas sociais.
Em 1992, a Mattel colocou no mercado uma Barbie que, ao ser tocada, "dizia" algo que poderia ser traduzido como "Aula de matemática é dureza!" ("Math class is tough"). Provável e inconscientemente, os criadores da gracinha – a turma de marketing e de fabricação – se inspiraram no estereótipo da "loira-burra", preconceito esse existente na sociedade americana (e, em dose menor, também em outras culturas). As loiras, claro, se captassem o espírito da brincadeira, iriam odiá-la. Em compensação, pesquisas garantiam que um pedaço significativo do mercado iria se deliciar com o sarro tirado sobre elas. As vendas previstas eram para lá de satisfatórias.
O produto ainda não tinha chegado aos pontos de vendas e a Mattel fora bombardeada por protestos através de cartas, telefonemas, passeatas, ameaças de boicotes, etc, movimentos desencadeados por organizações não-governamentais.
A boneca atingiu em cheio um segmento forte e barulhento na sociedade americana: as feministas. Até o público interno se chateou com a manifestação do preconceito. A empresa entrou em crise.
Sem alternativa, a então presidente da Mattel, Jill E. Barad, assumiu a inconveniência da brincadeira, mandou imediatamente fazer o recall das bonecas a fim de trocar os chips com a frase politicamente incorreta e pediu publicamente desculpas às associações representativas do movimento feminista. No documento liberado pela empresa, a principal executiva diz: "reconheço que não nos aprofundamos na análise das implicações negativas da frase. Sentimos muito".
A Mattel tem uma vasta linha de produtos dedicados ao público infantil. Além disso, a empresa desenvolve extenso programa de responsabilidade social, como por exemplo, a questão dos negros, dos deficientes físicos, etc.

## Recall e multa
No começo de agosto de 2007, a Mattel anunciou uma recolha de produto (recall) de quase um milhão de produtos com tinta tóxica contendo chumbo. Em 14 de agosto de 2007 a Mattel anunciou um recall de 18,6 milhões de brinquedos do mercado mundial que inclui cerca de 850 mil unidades comercializadas no Brasil, devido aos problemas com pequenos imãs contidos em produtos da empresa que podem ser ingeridos ou inalados por crianças. Em junho de 2009 a Mattel (e a sua subsidiária Fisher-Price) foi condenada pela agência estadunidense de defesa do consumidor Consumer Product Safety Commission (CPSC) a pagar uma multa de $2.3 milhões pela introdução de brinquedos contamindados por chumbo produzidos na China no mercado norte-americano em 2006 e 2007.

## Desenhos Animados
A Mattel também foi responsável pelo desenvolvimento e orçamento de alguns desenhos animados baseados em seus brinquedos. Desde 2011, as animações da empresa britânica HIT Entertainment passaram a pertencer a Mattel, como Thomas e Seus Amigos e Bob, o Construtor.
| Desenho                            | Ano de lançamento |
| ---------------------------------- | ----------------- |
| He-Man e os Defensores do Universo | 1983              |
| She-Ra: A Princesa do Poder        | 1985              |
| Max Steel (série original)         | 2000              |
| Max Steel: Turbo Missions          | 2008              |
| Hot Wheels: Battle Force 5         | 2009              |
| Polly Pocket                       | 2010              |
| Monster High                       | 2010              |
| Barbie: Life in the Dreamhouse     | 2012              |
| Max Steel (reboot)                 | 2013              |
| Ever After High                    | 2013              |
| Imaginext                          | 2013              |
| DC Super Hero Girls                | 2015              |
| Bob, o Construtor (reboot)         | 2015              |
| Little People (reboot)             | 2016              |
| Barbie: Dreamtopia                 | 2016              |

## Filmes
| Desenho                                    | Ano de lançamento |
| ------------------------------------------ | ----------------- |
| Barbie (série de filmes)                   | 2001-2017         |
| Hot Wheels: Via 35 - Corrida Mundial       | 2003              |
| Max Steel (série de filmes)                | 2004-2016         |
| Polly Pocket (série de filmes)             | 2004-2006         |
| Hot Wheels: AcceleRacers (série de filmes) | 2005              |
| Monster High (série de filmes)             | 2012-2017         |
| Ever After High (série de filmes)          | 2014-2016         |
| Team Hot Wheels (série de filmes)          | 2014-2015         |

## Produtos (seleção)
| - Barbie e Ken - Harry Potter Wizard's Chess - Hot Wheels - Masters of the Universe - Matchbox - Max Steel - Monster High - Polly Pocket - Tickle Me Elmo - Thomas e Seus Amigos - Imaginext - Ever After High - WWE Basic Figures - WWE Elite Figures | - Harry Potter Wizard's Chess - Intellivision I - Scrabble - Skip-bo - Uno - U.B. Funkeys - Bola 8 Mágica - Mattel Aquarius (computador doméstico) - WWE Power Slammers - WWE Championship Brawlin Buddies - WWE Super Strikers |